# Entodon aeruginosus
Entodon aeruginosus är en bladmossart som beskrevs av C. Müller 1898. Entodon aeruginosus ingår i släktet Entodon och familjen Entodontaceae. Inga underarter finns listade i Catalogue of Life.